# Мугурдумов, Александр Александрович
Алекса́ндр Алекса́ндрович Мугурду́мов (Мугурдумя́н) (28 марта 1920, Полторацк, Туркестанская АССР — неизвестно) — советский футбольный судья.

## Биография
Александр Мугурдумов родился 28 марта 1920 года в городе Полторацке (сейчас Ашхабад в Туркменистане).
Участвовал в Великой Отечественной войне c первого дня. Участвовал в освобождении Украины, был контужен в июле 1941 года и ранен в январе 1943 года во время Сталинградской битвы. 7 октября 1945 года награждён медалью «За боевые заслуги».
С 1948 года судил матчи разных лиг чемпионата СССР по футболу как в качестве главного арбитра, так и помощника. Представлял Киев. 19 мая 1958 года получил всесоюзную судейскую категорию. До 1971 года работал на матчах высшего эшелона советского футбола, в том числе в 1958—1967 годах был главным арбитром 59 матчей высшей лиги.
22 мая 1963 года в Киеве работал помощником главного судьи на товарищеском матче между сборными СССР и Швеции (2:2).
В 1962—1965 и 1970—1974 годах был председателем коллегии футбольных арбитров федерации футбола Киева. В 1973 году удостоен Почётного судейского знака.
Мугурдумова цитирует в книге «Судья показывает на центр» советский арбитр Тофик Бахрамов: «Матчи с ЦСКА судить вообще не очень трудно. Армейская дисциплина — это вещь. И особенно хорошо она срабатывает, когда судья её уважает. Я лично во встречах с участием ЦСКА всегда стараюсь находиться как можно ближе к игровому моменту, не упускать ни одного нарушения».